# Adam van Koeverden
Pour les articles homonymes, voir van Koeverden.
Adam Joseph van Koeverden, né le 29 janvier 1982 à Oakville, en Ontario, est un kayakiste canadien pratiquant la course en ligne, champion du monde et détenteur du record mondial en K-1 500 m.
Il est député de la circonscription fédérale ontarienne de Milton à la Chambre des communes sous la bannière du Parti conservateur du Canada de 2019 à 2025 et de la circonscirption de Burlington-Nord—Milton-Ouest depuis 2025.

## Biographie

### Études
Van Koeverden est un diplômé de juin 2007 à l'Université McMaster.

### Carrière sportive
Il a remporté 1 médaille de bronze dans le K-1 1 000 m en 1999 lors du championnat du monde junior à Zagreb, en Croatie, puis est devenu champion de marathon en 2000. Son premier succès comme l'un des meilleurs avec une médaille d'argent aux championnats du monde 2003 à Gainesville en Géorgie chez les hommes de K-1 1 000 m événement. Aux Jeux olympiques de 2004, van Koeverden a remporté deux médailles, dont une d'or dans le K-1 500 m et une de bronze dans le K-1 1 000 m. Il a été porte-drapeau du Canada à la cérémonie de clôture et a par la suite reçu le trophée Lou Marsh pour le meilleur athlète de l'année 2004.
En 2005, van Koeverden a remporté deux médailles aux Championnats du monde de course en eau calme à Zagreb, Croatie : il remporte une médaille d'argent dans le K-1 1 000 m et une de bronze dans le K-1 500 m. En 2006, à Szeged en Hongrie, van Koeverden a terminé quatrième dans les deux K-1 500 m et 1 000 m de finale. Au Canada en 2006, aux Championnats du canoë à Regina, en Saskatchewan, il a remporté cinq médailles d'or (K-1 1 000 m, K-2 1 000 m, K-4 1 000 m, K-4 200 m, et de canoë de guerre), et deux médailles d'argent (K-1 200 m et K-2 200 m).
Van Koeverden eu beaucoup de succès sur le circuit de la Coupe du monde en 2007, indéfait sur les deux parcours de 500 m et 1 000 m en trois compétitions. À la Course Sprint 2007 Championnats du monde à Duisbourg, en Allemagne, van Koeverden a remporté la médaille d'or en K -1 500 m et la médaille d'argent dans le K-1 1 000 m.
Van Koeverden bat le record du monde dans le K-1 500 lors d'une épreuve de Coupe du monde à Poznań, en Pologne avec un temps de 1:35.630.
Lors de la marche d'entrée des athlètes aux Jeux olympiques d'été de 2008, van Koeverden a été nommé porte-drapeau de l'équipe olympique canadienne pour la cérémonie d'ouverture.
Bien que favori cyberpresse.ca, il y obtient la médaille d'argent en K-1 000 mètres.
En 2010, il remporte la médaille de bronze aux Championnats du monde à Poznań en K1 500.
Aux Jeux olympiques d'été de 2012, il est sacré vice-champion olympique en K-1 1 000 mètres.

### Parcours politique
En 2019, il est candidat pour le Parti libéral dans la circonscription de Milton.
En plus de sa grande carrière de kayakiste, Adam van Koeverden fait ses débuts en politique et devient candidat libéral dans la circonscription fédérale de Milton, dans le sud de l’Ontario. À l'élection fédérale du 21 octobre 2019, il surclasse Lisa Raitt, chef adjointe du Parti conservateur, qui représentait Milton depuis sa première contestation en 2015.